# Kerri Pottharst
Kerri-Ann Pottharst (Adelaide, 25 juni 1965) is een voormalig Australisch zaalvolleyballer en beachvolleyballer. Ze nam in deze laatste discipline in totaal driemaal deel aan de Olympische Spelen en werd met Natalie Cook in 2000 olympisch kampioen, nadat ze in 1996 brons hadden gewonnen. Daarnaast behaalde Pottharst in totaal 21 podiumplaatsen in de FIVB World Tour.

## Carrière

### 1982 tot en met 1997
Pottharst debuteerde in 1982 in de nationale ploeg. Ze ontwikkelde zich tot vaste waarde en werd aanvoerder van de selectie. In 1992 liep ze een knieblessure op waardoor ze haar carrière bijna moest beëindigen. Het werd duidelijk dat haar knie de harde ondergrond van de zaal niet meer aan zou kunnen en na een herstelperiode van achttien maanden maakte Pottharst de overstap naar het beachvolleybal. Ze speelde in 1994 vijf toernooien in de World Tour met Annette Huygens Tholen met een vijfde plaats in Carolina als beste resultaat. In 1995 vormde Pottharst een team met Natalie Cook. Het duo nam dat jaar aan elf FIVB-toernooien deel met als beste resultaat een vierde plaats in Espinho en Santos.
In 1996 vingen ze aan met een tweede plaats bij de officieuze wereldkampioenschappen in Rio de Janeiro. Bij de Olympische Spelen in Atlanta wonnen Pottharst en Cook de bronzen medaille door in de troostfinale het Amerikaanse duo Barbra Fontana en Linda Hanley te verslaan. In de World Tour werd verder bij zeven toernooien de top vijf gehaald en in Osaka ook de winst. Het jaar daarop speelde het duo zeven toernooien met een derde plaats in Busan alvorens ze aan de eerste officiële WK in Los Angeles meededen. Het tweetal was als vijfde geplaatst, maar verloor in de achtste finale van de Amerikaansen Karolyn Kirby en Nancy Reno.

### 1998 tot en met 2004
In 1998 speelde Pottharst acht toernooien met Pauline Manser. Het duo eindigde als tweede in Rio de Janeiro en als derde in Dalian en won daarnaast de zilveren medaille bij de Goodwill Games in New York. Het jaar daarop speelden Pottharst en Manser nog tweemaal samen; in Acapulco waar ze tweede werden en bij de WK in Marseille. Het tweetal eindigde als zevende nadat het de vijfde herkansingsronde werd uitgeschakeld door het Amerikaanse duo Jenny Jordan en Annett Davis. Na de WK vormde Pottharst tot en met 2002 weer een team met Cook. In 1999 speelden ze nog vier toernooien in de World Tour met twee tweede plaatsen (Espinho en Osaka) en in het daaropvolgende jaar deden ze aan negen toernooien mee met drie derde plaatsen (Toronto, Espinho en Osaka). In 2000 werden Pottharst en Cook in eigen land olympisch kampioen door de finale in Sydney te winnen van het Braziliaanse duo Adriana Behar en Shelda Bede.
Het duo begon in 2001 met een overwinning in Macau en een tweede plaats in Cagliari. Daarna volgden een zevende plaats en twee vierde plaatsen. Bij de WK in Klagenfurt bereikten Pottharst en Cook de achtste finale waar ze werden uitgeschakeld door het Italiaanse duo Laura Bruschini en Annamaria Solazzi. Ze sloten het World Tour-seizoen af met een vierde en derde plaats en deden in september mee aan de Goodwill Games in Brisbane waar ze de wedstrijd om het brons verloren van het Amerikaanse duo Elaine Youngs en Barbra Fontana. In 2002 werd bij zes van de elf toernooien het podium gehaald: tweede in Stavanger en Rodos en derde in Madrid, Gstaad, Marseille en Maoming.
Het jaar daarop kondigde Pottharst aan te stoppen met professioneel beachvolleybal waarna Cook verderging met Nicole Sanderson. Pottharst maakte echter een comeback en speelde in augustus 2003 nog drie toernooien met Angela Clarke, waarna ze in 2004 uitkwam met Summer Lochowicz. Het duo speelde negen toernooien in de World Tour met een vierde plaats in Mallorca als beste prestatie. Bij de Olympische Spelen in Athene werden Pottharst en Summer vervolgens in de achtste finale uitgeschakeld door Cook en Sanderson. Na afloop van de Spelen speelde Pottharst nog een toernooi met Sanderson waarna ze haar sportieve carrière definitief beëindigde.

## Palmares
Kampioenschappen
- 1996:  OS
- 1997: 9e WK
- 1998:  Goodwill Games
- 1999: 7e WK
- 2000:  OS
- 2000:  NK
- 2001: 9e WK
- 2001:  NK
- 2002:  NK
- 2004: 9e OS

FIVB World Tour
- 1996:  Rio de Janeiro Open
- 1996:  World Series Osaka
- 1997:  Busan Open
- 1998:  Rio de Janeiro Open
- 1999:  Dalian Open
- 1999:  Acapulco Open
- 1999:  Espinho Open
- 1999:  Osaka Open
- 2000:  Toronto Open
- 2000:  Espinho Open
- 2000:  Osaka Open
- 2001:  Macau Open
- 2001:  Cagliari Open
- 2001:  Maoming Open
- 2002:  Madrid Open
- 2002:  Gstaad Open
- 2002:  Stavanger Open
- 2002:  Grand Slam Marseille
- 2002:  Rodos Open
- 2002:  Maoming Open